# Viladóniga (Boimorto)
Viladóniga (en gallego y oficialmente, Viladónega) es un lugar español situado en la parroquia de Boimorto, del municipio de Boimorto, en la provincia de La Coruña, Galicia.

## Demografía
| Gráfica de evolución demográfica de Viladóniga entre 2000 y 2022 |
|                                                                  |
| Datos según el nomenclátor publicado por el INE.                 |